# Ålesund
Ålesund es una ciudad y un municipio de la provincia de Møre og Romsdal, Noruega. Es un puerto a 236 km al noreste de Bergen y un lugar notorio por la arquitectura art nouveau de gran parte de la ciudad. En el censo de 2023 contaba con 67 250 habitantes.
Está edificada sobre siete islas de la costa oeste de Noruega: Aspøy, Ellingsøy, Hessa, Humla, Nørvøy, Oksenøy y Tørla. Recibió estatus de ciudad en 1848 y es el centro administrativo, además de un importante nudo de transportes, del distrito de Sunnmøre. Durante las décadas de 1950 y 1960 fue uno de los principales puertos pesqueros de arenque. Su clima es marítimo con inviernos suaves y ventosos; el mes más frío del año, enero, tiene una temperatura media de 1,9 °C. La temperatura más baja registrada en la ciudad es de -11 °C, marcada en el aeropuerto.
La leyenda cuenta que Gangerolf, más conocido como Rollón, fundador de la dinastía de los duques de Normandía en el siglo X, provenía de Giske, al noroeste de Ålesund.

## La ciudad delArt Nouveau
La noche del 23 de enero de 1904, Ålesund sufrió uno de los incendios más devastadores ocurridos en Noruega; prácticamente toda el área central de la ciudad fue destruida y su población tuvo que abandonarla en apenas unos cuantos minutos. Si bien solo una persona murió en el incendio, más de 10 000 personas quedaron sin casa en el duro invierno noruego.
Tras el incendio, el emperador Guillermo II de Alemania, quien descansaba en las cercanías, envió cuatro barcos con materiales para construir albergues temporales y barracones. Tras un periodo de planificación, la ciudad se reconstruyó entre 1904 y 1907 en piedra y ladrillo, siguiendo los lineamientos del Art Nouveau, el estilo arquitectónico de la época, famoso por sus torrecillas, agujas y ornamentación decorativa.
Las nuevas construcciones fueron diseñadas por arquitectos formados en Trondheim y Charlottenburg (Berlín).

## Economía
Ålesund es uno de los mayores y más importantes puertos de pesca de Noruega. Su flota pesquera es una de las más modernas de Europa. La industria mobiliaria de la ciudad y alrededores es de gran importancia. Ålesund es también escala del crucero Hurtigruten y Havila Voyages dos veces al día. El crucero, en su día transporte postal, es hoy una de las formas que existen de conocer la costa noruega. 
La Universidad de Ålesund (Høgskolen i Ålesund) es la institución de enseñanza de mayor rango de la ciudad.

## Turismo, transportes, y otros
La naturaleza está muy presente en Ålesund y sus alrededores. Ålesund es también una popular atracción turística, debido a su pintoresco enclave y centro histórico y a su proximidad a los fiordos Hjørund y Geiranger, muy frecuentados por el turismo. Desde la ciudad de Øye, en la cabecera del fiordo de Hjørund, va una carretera hacia el sur al fiordo de Nordfjord, y desde el pueblo de Maråk, en el fiordo de Geiranger, otra vía hacia Otta. Desde Åndalsnes, 120 km al este de Ålesund, el ferrocarril circula hacia Dombås, y desde allí hacia el sur en la línea férrea llamada Dovrebanen hacia Lillehammer y Oslo. El acuario Parque del Mar Atlántico es una de las principales atracciones. 
El puerto de Ålesund tiene conexiones con Bergen, Kingston upon Hull, Newcastle, Hamburgo, y Trondheim, además del ya mencionado crucero Hurtigruten.
Ålesund es sede del Festival de la Comida de Noruega. En mayo se celebra la Conferencia de Innovación.

## Ciudades hermanadas
- Peterhead, Escocia (ciudad hermana desde 1967).
- Randers, Dinamarca.
- Akureyri, Islandia.
- Borgo a Mozzano (Italia)[2]

## Galería de imágenes

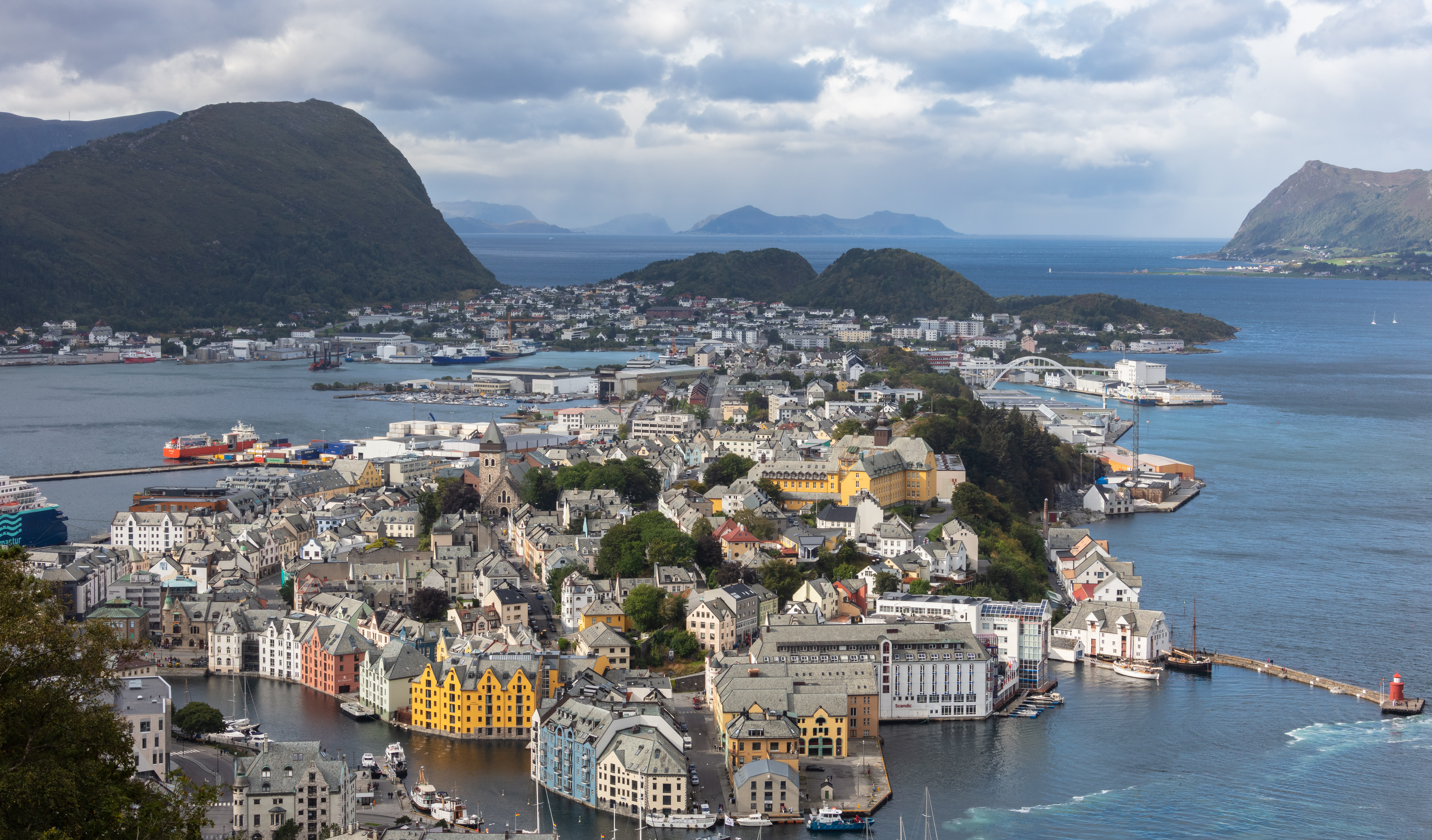
Vista general de Ålesund desde Aksla.
Panorámica desde Aksla.
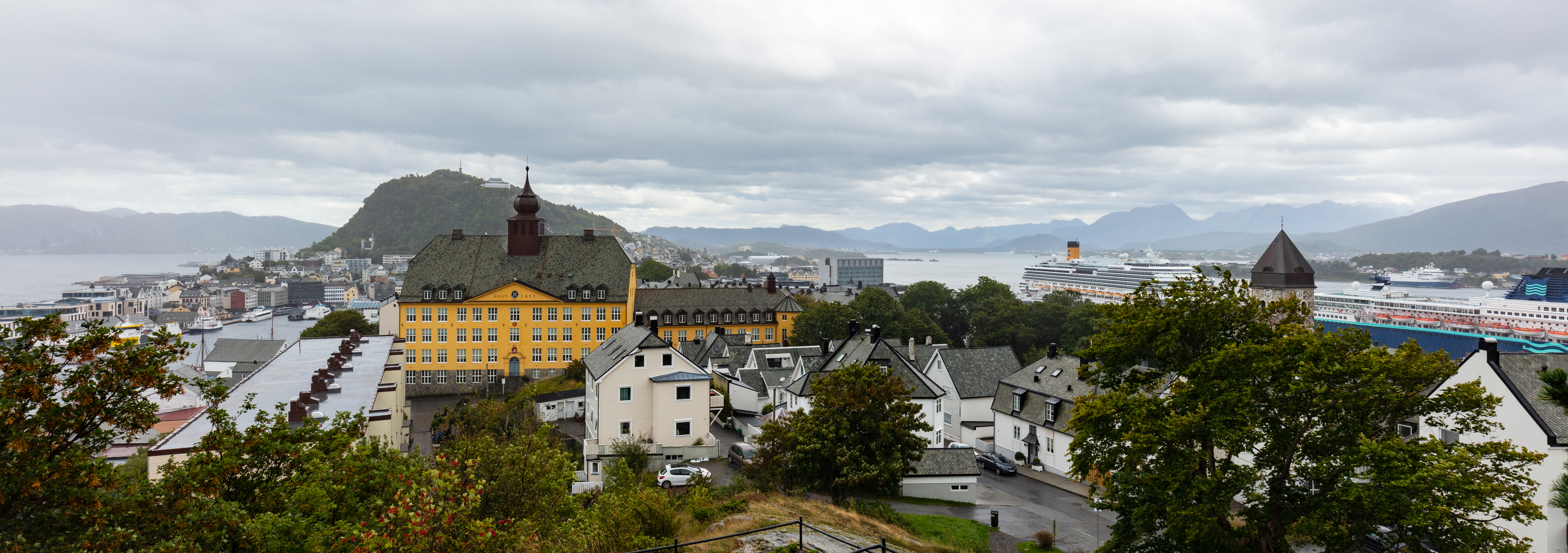
Vista opuesta desde Storhaugen.
Vista del puerto.
Vista del puerto con el Jugendstilsenteret, centro de Art Nouveau de Noruega, a la izquierda.
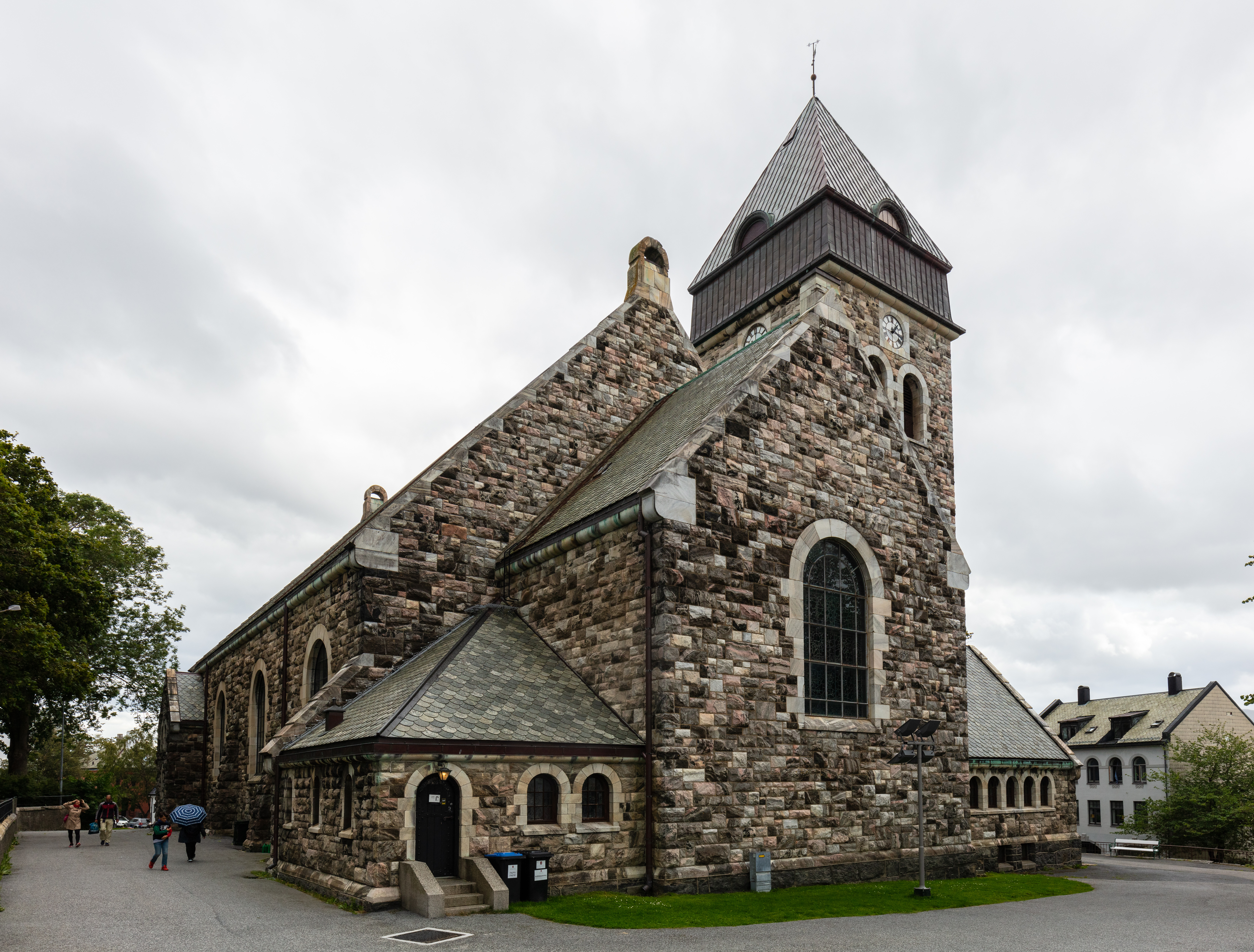
Iglesia parroquial.
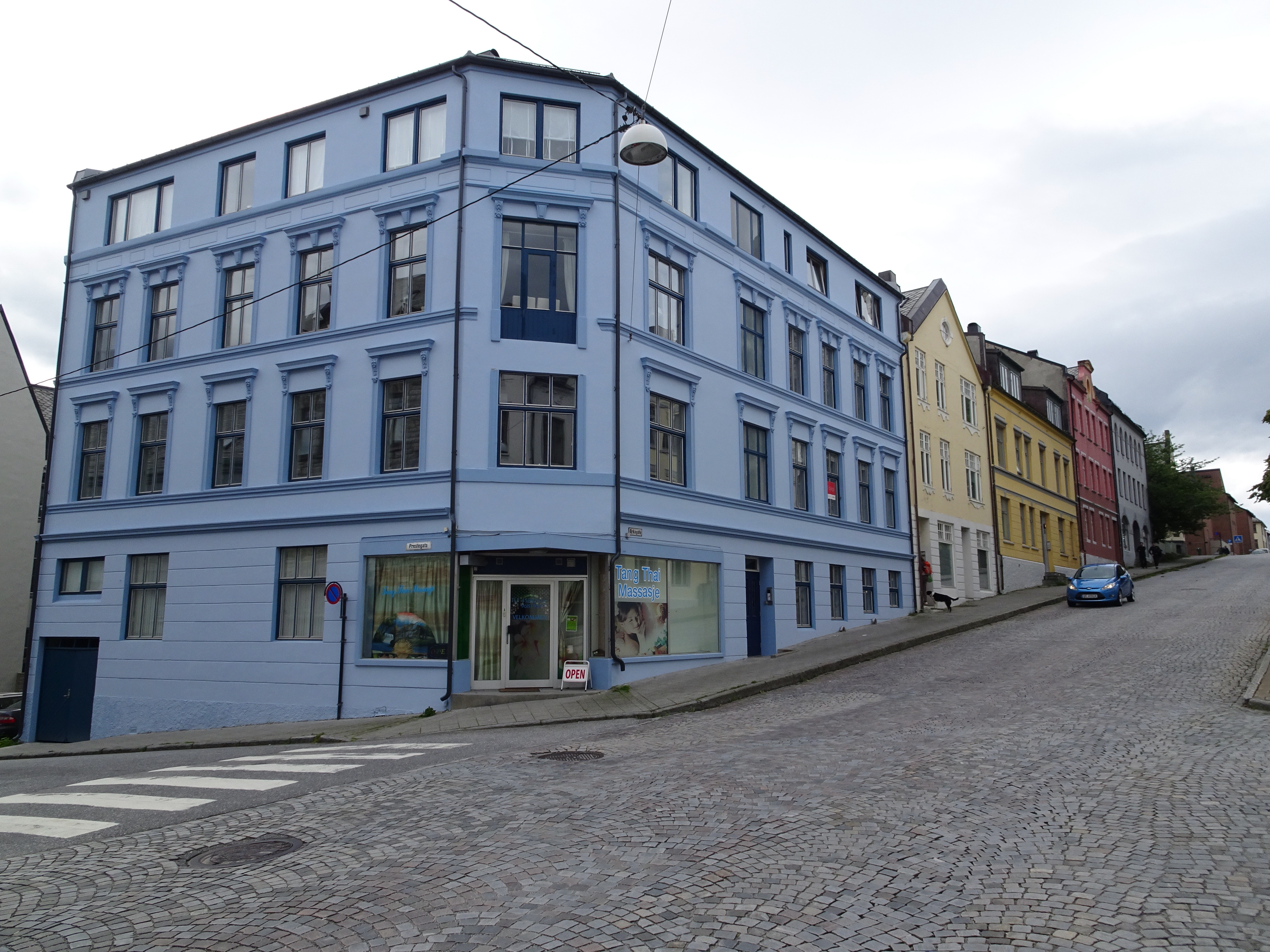
Típico edificio en la Calle de la Iglesia.